# Anaïs Fargueil

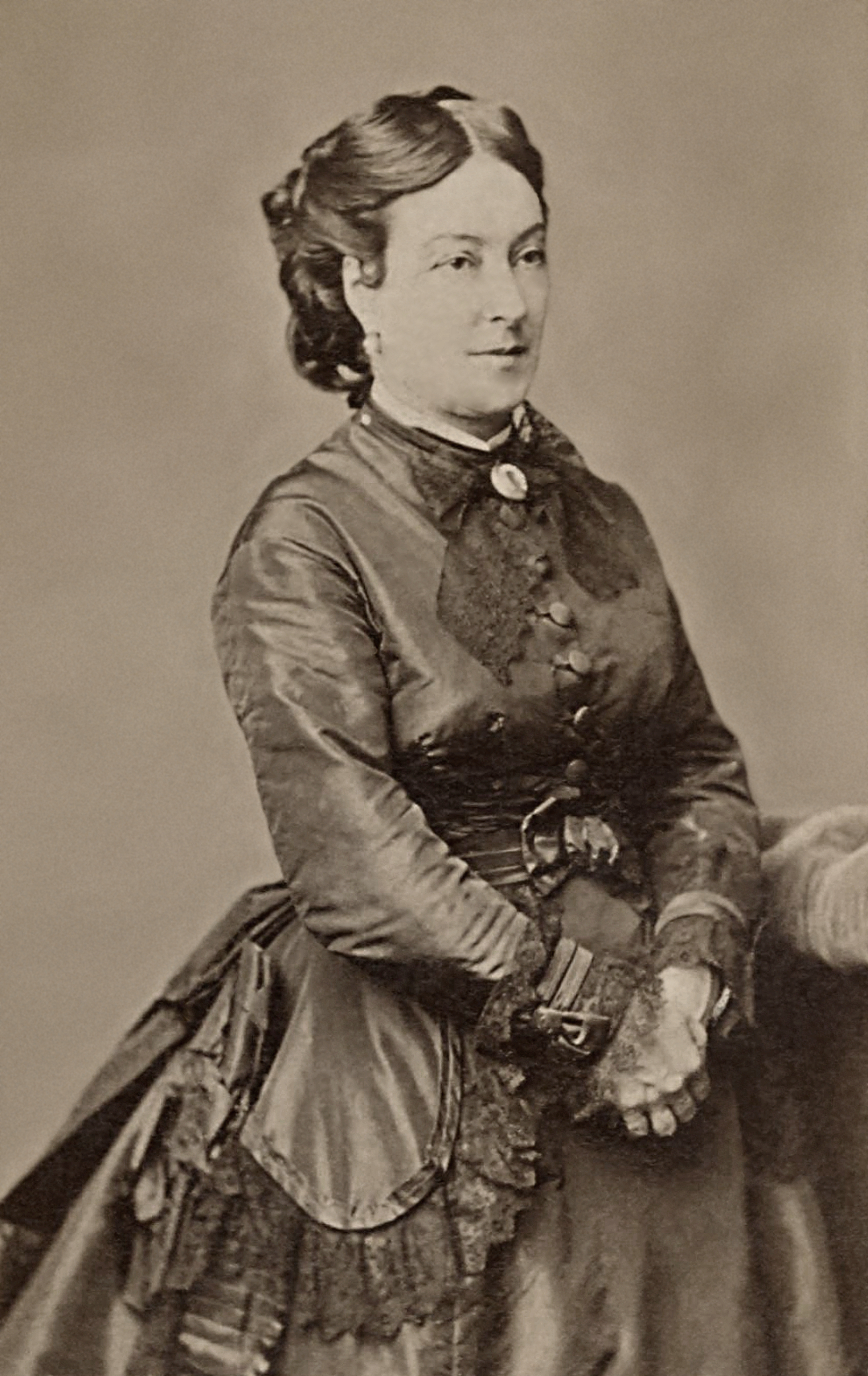
Anaïs Fargueil

Anaïs Fargueil, född 21 mars 1819 i Toulouse, död 8 april 1896 i Paris, var en fransk skådespelare.

## Biografi
Anaïs Fargueil inträdde i Conservatoire de Paris redan 1831 och undervisades i sång samt erhöll pris 1834, varefter hon debuterade som sångare på Opéra-Comique. Där stannade hon inte länge, utan övergick till talscenen och uppträdde, 1836, på Vaudeville, där hon genom sin skönhet väckte mycket uppseende i "Démon de la nuit", som spelades under en lång tid.
Sedan Vaudeville-teatern brunnit, reste Anaïs Fargueil i landsbygden och uppträdde därefter på Palais-Royal, 1842, på Gymnase, 1844, och anställdes slutligen, 1852, vid den återuppbyggda Vaudeville, där hon stannade i fjorton år, utmärkte sig i ett stort antal roller och ansågs som en av Paris främsta konstnärer. Efter en tvist mellan henne och teaterstyrelsen, lämnade hon Vaudeville 1866, men återvände året därpå för att, med undantag av en tid, 1869, då hon på Porte-Saint-Martin-teatern spelade i Sardous "Patrie", stanna där ännu i tio år. Efter detta, vid 57 års ålder, tog hon anställning i Sankt Petersburg.
De roller som hon främst gjorde sig känd för, var Olympias i "Le mariage d’Olympe", Léonoras i "Dalila", Thérèses i "Les lionnes pauvres", Madeleine i "Rédemption", Claires i "Les femmes fortes", Céciles i "Nos intimes", Claires i "Maison neuve", Dolorès’ i "Patrie", madame Bellamys i "Oncle Sam" och Rose Michels i skådespelet med samma namn.